# ACP1
ACP1 (англ. Acid phosphatase 1, soluble) – білок, який кодується однойменним геном, розташованим у людей на короткому плечі 2-ї хромосоми. Довжина поліпептидного ланцюга білка становить 158 амінокислот, а молекулярна маса — 18 042.
| 10         |  | 20         |  | 30         |  | 40         |  | 50         |
| ---------- |  | ---------- |  | ---------- |  | ---------- |  | ---------- |
| MAEQATKSVL |  | FVCLGNICRS |  | PIAEAVFRKL |  | VTDQNISENW |  | RVDSAATSGY |
| EIGNPPDYRG |  | QSCMKRHGIP |  | MSHVARQITK |  | EDFATFDYIL |  | CMDESNLRDL |
| NRKSNQVKTC |  | KAKIELLGSY |  | DPQKQLIIED |  | PYYGNDSDFE |  | TVYQQCVRCC |
| RAFLEKAH   |  |            |  |            |  |            |  |            |

A: Аланін

C: Цистеїн

D: Аспарагінова кислота

E: Глутамінова кислота

F: Фенілаланін

G: Гліцин

H: Гістидин

I: Ізолейцин

K: Лізин

L: Лейцин

M: Метіонін

N: Аспарагін

P: Пролін

Q: Глутамін

R: Аргінін

S: Серин

T: Треонін

V: Валін

W: Триптофан

Кодований геном білок за функціями належить до гідролаз, протеїн-фосфатаз, фосфопротеїнів. 
Задіяний у таких біологічних процесах як поліморфізм, ацетиляція, альтернативний сплайсинг. 
Локалізований у цитоплазмі.